# Municipio de Frettim
El municipio de Frettim (en inglés: Frettim Township) es un municipio ubicado en el condado de Kidder en el estado estadounidense de Dakota del Norte. En el año 2010 tenía una población de 9 habitantes y una densidad poblacional de 0,1 personas por km².

## Geografía
El municipio de Frettim se encuentra ubicado en las coordenadas 47°11′39″N 99°41′13″O / 47.19417, -99.68694. Según la Oficina del Censo de los Estados Unidos, el municipio tiene una superficie total de 92.8 km², de la cual 86,16 km² corresponden a tierra firme y (7,15 %) 6,64 km² es agua.

## Demografía
Según el censo de 2010, había 9 personas residiendo en el municipio de Frettim. La densidad de población era de 0,1 hab./km². De los 9 habitantes, el municipio de Frettim estaba compuesto por el 100 % blancos. Del total de la población el 0 % eran hispanos o latinos de cualquier raza.